# فيروسات ذنبية
الفيروسات الذنبية (بالإنجليزية: Caudovirales)‏ هي رتبة من الفيروسات وتعرف أكثر بعاثيات الذيل. في تصنيف بلتيمور، هي ضمن مجموعة الفيروسات الأولى وذلك لاٍمتلاكها جينوم 'ثنائي سلسلة الدنا' يتراوح طوله بين 18 زوج من القواعد حتى 500 زوج من القواعد. لذى جزيئات الفيروس شكل مميز; كل فيريون له رأس عشروني الوجوه يحتوي على الجينوم والمرتبط بالذيل عن طريق موصل.
تشمل هذه الرتبة طائفة واسعة من الفيروسات، الكثير منها لها نفس الجينات أو جينات متشابهة; بحيث يمكن لمتوالية النوكليوتيد أن تختلف اختلافا بينا، حتى في نفس الجنس.
بسبب هيكلها المميز، يعتقد بأنها من أصل مشترك. وتضم العائلات التالية:
- فيروسات عضلية
- فيروسات قدمية
- فيروسات سيفاوية

## العدوى
عند مواجهة البكتيريا المضيفة، يرتبط ذيل الفيريون بمستقبلات على سطح الخلية، ويقوم بتمرير الدنا اٍلى داخل الخلية عن طريق اٍستخدام آلية الجسم الحاقن (الجسم الحاقن هو الجزيئة التي تطورة لاٍيصال البروتينات، بواسطة نوع الافراز الثالث). يقوم ذيل الفيروس باٍحداث ثقب في جدار الخلية البكتيرية والغشاء البلازمي، يمر الجينوم أسفل الذيل ليدخل الخلية. بمجرد دخول الجينوم يتم نسخه باٍستخدام آلية العائل، مستعملا ريبوسوماته.